# Juntoku
Juntoku (順徳天皇, Juntoku-tennō; 22 ottobre 1197 – 7 ottobre 1242) è stato l'84º imperatore del Giappone secondo il tradizionale ordine di successione.

## Biografia
Il suo regno ebbe inizio nel 1210 terminando poi nel 1221. Il suo nome personale era Morinari-shinnō (守成親王?, Morinari-shinnō).
Si tratta del terzo figlio dell'imperatore Go-Toba avuto da Shigeko (重子), la figlia di Fujiwara Hanki (藤原範季). Dall'imperatrice Kujō  (九条（藤原）立子) ebbe diversi figli fra cui la principessa Taiko (諦子内親王) e il principe Kanenari (懐成親王) (loro quarto figlio e futuro imperatore Chūkyō).  Nel 1221 fu costretto ad abdicare.
Poeta, il suo nome è incluso nella lista dei Trentasei nuovi immortali della poesia.